# 사마륜
사마륜(司馬倫, 249년? ~ 301년 6월 5일)은 중국 서진의 종실이자 비정통 황제로, 자는 자이(子彛)이다.

## 생애
어머니 백(柏) 부인은 아버지 사마의(司馬懿)의 총애를 받았다. 사마씨가 위(魏)의 실권을 거머쥐자 안락정후(安樂亭侯)로 책봉되었다.
조카 사마염(司馬炎)이 위 원제(元帝) 조환(曹奐)에게 명분없이 찬탈하여 265년 12월 진(晉)을 건국하자 낭야(琅邪)왕이 되었다. 277년 8월에 조왕(趙王)이 되었다. 진 무제 사후 손자조카 진 혜제 사마충(司馬衷)이 즉위하자, 무제의 외척 양준(楊駿)과 가문의 유력자인 이복형 여남왕(汝南王) 사마량(司馬亮)이 살해되고 혜제의 외척 가(賈)씨와 곽(郭)씨가 정권을 잡자, 사마륜은 혜제의 황후 가남풍(賈南風)에게 아부하여 신임을 얻는다.
291년 8월 정동장군(征東將軍)이 되어 서주(徐州)와 예주(兗州)의 군사를 거느리게 되고, 그해 9월 정서대장군(征西大將軍)이 되어 양주(梁州), 옹주(雍州)의 군사를 거느리게 되었다. 296년 5월 저(氐)족과 강(羌)족이 반란을 일으켰다. 사마륜은 측근 손수(孫秀)에게 반란 진압에 대한 모든 책임을 맡겼다, 그런데 변방에 나가있는 장군 해계(解系)가 이에 불만을 품자, 손수는 해계의 직위를 박탈시켜 평민으로 만들었다. 조정에서 사마륜을 거기장군(車騎將軍), 태자태부(太子太傅) 등의 관직과 녹상서사(錄尙書事)의 벼슬을 내리려고 했지만 이것은 장화(張華)와 배위(裴頠)의 반대로 무산되었다. 나중에 상서령(尙書令)의 벼슬을 내리려는 시도도 두 사람에 의해 무산되었다.
아들을 낳지 못한 가남풍은 299년, 사씨(謝氏)의 소생인 태자 사마휼(司馬遹)을 미워하여 태자의 자리에서 끌어내리려는 음모를 꾸민다. 사마륜은 이러한 가남풍을 보고 분노해 그를 공격하려고 하지만, 그것은 손수의 만류로 일단락되었다.
300년 3월 사마휼이 가남풍에 의해 죽자, 사마륜은 4월 측근 손수를 시켜 양왕(梁王) 사마융(司馬肜)을 부추겨 황제의 조서를 위조해 혜제의 사촌 동생인 제왕(齊王) 사마경(司馬冏)과 함께 가남풍을 붙잡아 황후의 자리를 빼앗고 가밀(賈謐)등 가씨 일족을 몰살하는 동시에 이전부터 원한을 품고 있던 장화와 배위 등 많은 관리들을 살해하고 일부는 그 삼족을 멸했다. 다시 허위 조서를 내세워 전국의 군사를 손아귀에 넣고, 세 번째 허위 조서를 내세워 내쫓긴 가남풍을 독살했다.
그해 5월 죽은 태자 사마휼의 명예를 회복시키고 그 아들인 사마장(司馬臧)을 황손(皇孫)으로 봉하고 혜제를 가까이서 보좌하게 되었다. 그러나 점차 독단적으로 행동하여, 손수가 그를 부추겨 중앙에서 세력을 독점하게 해 혜제의 동생 회남왕(淮南王) 사마윤(司馬允)과 제왕 사마경 등을 중앙에서 몰아내려 했다. 사마윤은 이 조치에 분개한 나머지 가밀에게 연루되어 벼슬을 잃은 석숭[石崇, 진 대신 석포(石苞)의 아들], 반악(潘岳)과 함께 그해 8월 거병했는데 사마륜의 군대에 의해 토벌되었다. 사마륜은 제왕 사마경에게 허창(許昌)의 군사를 맡기고 지방으로 가서 군사들을 감시하도록 하게 하였다. 자신에게 방해가 되는 인물들을 차례차례 제거해 나가면서 그는 혜제로부터 구석(九錫)을 받았다. 11월 손수의 친척인 양헌용(羊獻容)을 아내로 삼았다.
그러나 사마륜은 이에 만족하지 못하고 301년 정월, 황제의 자리를 빼앗아 제위에 올랐다. 황손 사마장을 복양왕(濮陽王)으로 강등시키고 얼마 지나지 않아서 그를 높은 곳에서 떨어뜨려 살해했다. 장자 사마과(司馬荂)를 태자로, 연호를 건시(建始)로 했다. 또한 자신이 신임하는 인물만 벼슬을 내려 기용했기 때문에 사마륜의 친인척은 물론 연륜이 있고 그의 노비, 시종들까지도 고위직에 오르는 상황이 벌어졌다(구미속초(狗尾續貂)). 또한 손수는 사마륜의 또 다른 심복인 장림(張林)과 대립하여 그를 살해하는 등, 혼란이 계속되었다.
이러한 상황에서 관습(管襲)을 살해한 제왕 사마경이 거병하여 혜제의 동생 장사왕(長沙王) 사마애(司馬乂), 청두왕(成都王) 사마영(司馬穎) 등 많은 황족이 이에 호응했다. 그리고 조카 하간왕(河間王) 사마옹(司馬顒)의 배반으로 열세에 몰린 사마륜과 그 가족이 죽임을 당했다. 사마륜의 일당 손수, 손회(孫會)부자를 시작으로 사마위(司馬威)와 맹관(孟觀), 손기(孫旗)처럼 살해당한 사람이 많지만, 사마무(司馬楙, 의양성왕(義陽成王) 사마망(司馬望)의 4남)와 육기(陸機), 고영(顧榮)처럼 살아남은 사람들도 있었다.

## 가족관계
- 아버지
  - 진 고조(高祖) 선제(宣帝) 사마의(司馬懿)
- 어머니
  - 백부인(柏夫人)
- 형제자매
  - 진 세종(世宗) 경제(景帝) 사마사(司馬師) 자원(子元), 장춘화(張春華) 소생
  - 진 태조(太祖) 문제(文帝) 사마소(司馬昭) 자상(子上), 장춘화 소생
  - 여남 문성왕(汝南文成王) 사마량(司馬亮) 자익(子翼), 복귀비(伏貴妃) 소생
  - 낭야 무왕(瑯邪武王) 사마주(司馬伷) 자장(子將), 복귀비 소생
  - 청혜 정후(清恵亭候) 사마경(司馬京) 자좌(子佐), 복귀비 소생
  - 부풍 무왕(扶風武王) 사마준(司馬駿) 자장(子藏), 복귀비 소생
  - 평원왕(平原王) 사마간(司馬幹) 자량(子良), 복귀비 소생
  - 양 효왕(梁孝王) 사마융(司馬肜) 자휘(子徽), 백부인 소생
  - 남양공주(南陽公主), 장춘화 소생,
  - 남육공주(南陸公主), 장춘화 소생, 두예(杜預)의 부인
- 자녀
  - 장남 사마과(司馬荂), 태자
  - 차남 사마복(司馬馥), 제양왕(濟陽王)
  - 3남 사마건(司馬虔), 여음왕(汝陰王)
  - 4남 사마후(司馬詡)